# Kevin Fowler
Kevin Fowler est un chanteur américain de musique country né à Amarillo (Texas). Il est connu pour chanter de la Texas Country.

## Biographie
Kevin Fowler grandit à Amarillo au Texas. Il est le plus jeune d'une famille de deux enfants. Son père l'introduit à la musique country alors qu'il n'est qu'un enfant, il grandit en écoutant Johnny Cash et Merle Haggard. Adolescent il devient fan de rock 'n' roll, et notamment de AC/DC. Kevin Fowler est communément appelé « a country rebel with a heart of rock » (en français « un rebel country au cœur de rock 'n' roll »).
Intéressé depuis son plus jeune âge par la musique, Fowler commence des leçons de piano très tôt. À 20 ans, il se rend compte qu'il veut vraiment poursuivre une carrière dans la musique, et déménage à Los Angeles en Californie, où il rentre à la Guitar Institute of Technology. Durant les années qui suivent, il apprend à jouer de la guitare, et commence à écrire des chansons.
Après cela, il revient aux Texas à Austin, il joue avec le groupe de rock Dangerous Toys pendant un moment, puis après forme son propre groupe de rock sudiste, Thunderfoot. En 1998, il quitte la scène rock et se concentre sur la Texas Country. Durant cette époque il joue dans différents bars et clubs. Deux ans plus tard, bien qu'il n'ait pas décroché de contrat avec un label, il enregistre lui-même son premier album Beer, Bait, and Ammo. Cet album se vend à près de 30 000 exemplaires rien qu'au Texas, où la chanson Beer, Bait, and Ammo passe en boucle sur les radios locales. Cette chanson est si populaire que le chanteur de country Mark Chesnutt commence à la jouer au cours de ses concerts, et Sammy Kershaw l'enregistre pour l'un de ces albums.
Aujourd'hui, Fowler a signé avec le label indépendant de Clint Black, Equity Music Group, et a réalisé deux autres albums. Il vit à Austin, Texas.
Fowler compte parmi ces amis les grands noms du Red dirt music, dont Jason Boland & The Stragglers ou Cody Canada des Cross Canadian Ragweed.

## Discographie
- Beer, Bait and Ammo - 21 novembre 2000
- High on the Hog - 6 août 2002
- Live at Billy Bob's Texas - 5 novembre 2002
- Loose, Loud & Crazy - 3 août 2004
- Bring it on - 25 septembre 2007